# چارلتن ایگل
 چارلتن ایگل (انگلیسی: Charlton Eagle؛ زاده ۳۰ نوامبر ۱۹۶۳) یک تنیس‌باز اهل استرالیا است.